# Одо Ръсел
Одо Уилям Леополд Ръсел е британски дипломат, подписал Берлинския договор през 1878 г.
- 1854 – 1857: помощник-посланик в Константинопол при Стратфорд Редклиф по време на Кримската война.

- 1870: като заместник-министър на външните работи е изпратен в главното командване на германската мисия във Версай по време на Френско-пруската война със специална мисия, да издейства по-твърда позиция от Бисмарк срещу Русия, набеждавайки ги в нарушаване на правилата от Парижкия договор за Черно море.

- от 1871 до края на живота си е британски посланик в Берлин.